# Thelocactus
Thelocactus é um gênero botânico da família cactaceae.

## Sinonímia
- Hamatocactus Britton & Rose
- Thelomastus Fric

## Espécies
- Thelocactus argenteus
- Thelocactus bicolor
- Thelocactus conothelos
- Thelocactus nidulans
- Thelocactus rinconensis
- Thelocactus tulensis
- etc.